# Ernst-Toller-Preis
Der Ernst-Toller-Preis ist ein 1993 von der Ernst-Toller-Gesellschaft, dem Lions-Club und der Stadt Neuburg an der Donau geschaffener Literaturpreis für besondere literarische Leistungen im Grenzbereich von Literatur und Politik. Der Preis wird alle zwei Jahre verliehen und ist mit 5000 Euro dotiert.
Erinnert wird an Ernst Toller, der in den 1920er Jahren ein bekannter Dramatiker deutscher Sprache war.
Neuburg an der Donau nahm sich Ernst Tollers an, weil er hier während seiner Haftzeit, vor allem aber im nahegelegenen Niederschönenfeld, seine wichtigsten Werke schuf. Da außerdem sein Geburtsort im heutigen Polen liegt, wurde nicht damit gerechnet, dass dort sein Erbe Resonanz erhalte.

## Preisträger
- 2025: Jagoda Marinić[1]
- 2023: Shida Bazyar[2]
- 2021: Gertraud Klemm
- 2018: Wolf Biermann
- 2016: Roman Ehrlich
- 2015: Katja Petrowskaja
- 2013: Christoph Ransmayr
- 2011: nicht verliehen
- 2009: Gerhard Polt
- 2007: Günter Grass
- 2003: Juli Zeh
- 2001: Felix Mitterer
- 1999: Biljana Srbljanović
- 1997: Albert Ostermaier